# 1360
1360 је била преступна година.

## Догађаји
- Феудални Ратови у Српском царству (1360—1373) У међусобним окршајима учествују Стефан Урош V,  Лазар Хребељановић, Вук Бранковић, Никола Алтомановић, Војислав Војиновић, Балша II Балшић, Вукашин Мрњавчевић, Угљеша Мрњавчевић, Јован Драгаш и Константин Драгаш Дејановић

### Мај
- 8. мај — закључен Мир у Бретињију

### Октобар
- 24. октобар — Енглески краљ Едвард III и француски краљ Жан II Добри, потписали су у Калеу споразум којим је окончана прва фаза Стогодишњег рата.